# Golden International Airlines
Golden International Airlines war eine türkische Charterfluggesellschaft  mit Sitz in Istanbul.

## Geschichte
Golden International Airlines nahm den Flugbetrieb im September 2006 mit einer von der ILFC geleasten Boeing 757-200 auf. Die türkische Luftfahrtbehörde entzog der Fluggesellschaft Anfang 2008 vorerst für drei Monate ihre Fluglizenz, da sie – entgegen den Behördenvorschriften – innerhalb der ersten drei Monate des Flugbetriebes kein zweites Flugzeug zur Flotte hinzugefügt hatte. Da Golden International auch in den drei Monaten des Lizenzentzuges kein zweites Flugzeug erwerben konnte, entzog die Behörde die Lizenz schließlich dauerhaft.

## Flugziele
Die internationalen Ziele Düsseldorf, Stuttgart, Paris und Tel Aviv sollten von den türkischen Städten Adana, Ankara, Antalya, Istanbul, Izmir und Kayseri aus angeflogen werden.

## Flotte
Golden International betrieb eine Boeing 757-200 als TC-GLA, die danach zur Flotte der ehemaligen AtlasGlobal (damals noch Atlasjet) als TC-ETE überführt wurde, danach zur UTair als VQ-BQA kam und mit Stand Juli 2015 für Azur Air fliegt.